# Sotira (Limasol)
Sotira (en griego Σωτήρα) es una aldea ubicada parcialmente en el distrito de Limasol de Chipre, y parcialmente en el territorio británico de ultramar de Akrotiri y Dekelia, al oeste de Limasol, cerca de Episkopí.